# José Manuel Otero Lastres
José Manuel Otero Lastres (Cee, La Coruña, 18 de março de 1947) é um jurista, advogado, e professor Espanhol, também conhecido por suas atuações como escritor literário e como diretor do Real Madrid, C.F.

## Biografia
Formado em direito com o Prêmio de Licenciatura no dia 2 de Novembro de 1969, incorpora-se imediatamente ao Instituto de Direito Industrial da Universidade de Santiago, onde obteve seu doutorado com outro prêmio de destaque em setembro de 1973. Nessa década também recebeu o Prêmio de Pesquisa Castro Canosa, pela melhor obra publicada da Faculdade de Direito.
Incorporado ao claustro da Universidade de Santiago em 1979 como professor agregado, transfere-se dois anos mais tarde à Universidade de León, onde obtém em Abril de 1981 por concurso direto a primeira vaga de professor em Direito Mercantil. Na recém criada universidade, ocuparia o cargo de decano da Faculdade de Direito de Novembro de 1981 até o dia 31 de Agosto de 1985. Curiosamente, cabe destacar que é o único professor que teve em comum, em suas aulas de Direito, os dois últimos presidentes do Governo espanhol: José Luis Rodríguez Zapatero e Mariano Rajoy Brey.
Desde 1986 é professor de Direito mercantil na Universidade de Alcalá, primeiro na Faculdade de Ciências Econômicas e Empresariais, e a partir de 1996 na Faculdade de Direito, onde ensina direito mercantil e direito industrial em cursos de graduação e pós-graduação. Também tem dado aulas em multidão em universidades espanholas e americanas. Foi-lhe outorgada a Cruz de Honra de San Raimundo de Peñafort.
Junto à sua carreira académica, destaca-se seu trabalho como advogado, tanto no exercício livre da profissão (eleito melhor advogado da Espanha em Propriedade Intelectual em 2012, em votação organizada pela revista Best Lawyers, e honrado com a Cruz ao Mérito no Serviço da Advocacia) como em sua condição de árbitro da Corte Espanhola de Arbitragem, onde preside sua comissão de estudos e publicações, e da Câmara de Comércio Internacional, onde figura como membro correspondente do Institute of International Business Law and Practice (Instituto de Direito e Prática Comercial Internacional). Também preside a sexta seção do Júri de Autocontrole da Publicidade.
Na última década, tem desenvolvido uma intensa atividade literária com a publicação de dois romances e três livros de contos, que compartilha com sua coluna literária em diferentes diários nacionais.
Também é vice-presidente do Comité Espanhol de Disciplina Desportiva, atribuído ao Conselho Superior de Desportos, e na atualidade é membro da Junta Diretora do Real Madrid, C.F., pela terceira vez, desde 1o de Junho de 2009.

## Publicações

### Académicas
- "Alguns problemas dos clubes de futebol” em Liber Amicorum Juan Luis Iglesias”. 2014.
- Reflexões sobre os componentes de reparo e o Art. 110 do Regulamento (CE) Nº. 6/2002” na obra Estudos de Direito Mercantil. 2013.
- “O Direito ao desenho ou modelo”, da obra O desenho comunitário, Estudos sobre o Regulamento (CE) num. 6/2002. 2012.
- A Uniformizacão da concorrência desleal” da obra: Estudos de Direito Mercantil em homenagem ao professor José María Muñoz Planas. 2011.
- Obras de arte aplicadas à indústria. Desenhos industriais e direitos de autor” de fá-la “Problemas actuais de direito da propriedade industrial”. 2011.
- Reflexões sobre o desenho industrial” da obra “Direito da I+D+I investigação desenvolvo e inovação” 2010.
- Algumas reflexões sobre o caso Afinsa” da obra: Reflexões para a reforma concursal. 2010.
- O juiz e os parâmetros de conduta na propriedade industrial e a concorrência desleal”. Obra colectiva O Direito Mercantil na ombreira do século XXI. 2010.
- Reflexões sobre o requisito da novidade na nova lei do desenho” da obra: Estudos sobre propriedade industrial e intelectual e direito da concorrência. 2005.
- O Desenho Industrial segundo a Lei de 7 de julho de 2003, no Tratado de Direito Mercantil, Marcial Pons. 2003.
- “Publicidade comparativa: licitud ou ilicitud da mesma”, no livro “Propriedade Industrial e Concorrência Desleal”, Conselho Geral do Poder Judicial e Andema. Madri 1995, pg. 103 e ss.
- A oferta pública de aquisição de acções de sociedades anónimas não cotadas em Carteira, na Obra colectiva Aquisição de sociedades não cotadas, Deusto, Bilbao, 1994.
- “A patentabilidad do material genético humano no Direito Espanhol Vigente”. Fundação BBV, O Direito ante o Projecto Genoma Humano, Volume II, com a colaboração de Universidade de Deusto e Excma. Diputación Foral de Vizcaya, Bilbao 1994.
- A Junta Geral de Accionistas da Sociedade Anónima Familiar, na Obra colectiva A empresa familiar ante o direito. o empresário individual e a sociedade de carácter familiar, dirigido por D. Víctor Manuel Garrido de Palma, Civitas, Madri, 1995.
- Os dividendos passivos, em Comentário ao Regime Legal das Mercantis. Dirigido por URIA-MENENDEZ-OLIVENCIA. Vol 3, Civitas, Madri, 1994.
- A respeito da Junta Geral de Accionistas, em Estudos sobre A Sociedade Anónima, Tomo II, com vários autores, dirigido e apresentado por Víctor Manuel Garrido de Palma, Civitas, Madri, 1993.
- Comentário à Lei de Patentes. Praxis 1987 (em colaboração com outros autores).
- Para um novo sistema de patentes. Montecorvo 1982 (em colaboração com outros autores).
- O Modelo Industrial. Montecorvo Madri 1977.
- Manual da Propriedade Industrial, em colaboração com outros autores, 2.ª ed., Marcial Pons. 2013.

### Literárias
- É autor do livro “Carta a Miguel e outros contos”, publicado por Sopec Editorial, S.A.
- É autor do livro de contos e de artigos jornalísticos “Pontes de Palavras.”, publicado por Editorial A Voz de Galiza, S.A.
- É autor do Livro de Contos “As Nuvens podem ser Gémeas” publicado por editorial Ézaro em 2006.
- É autor de diversos artigos publicados no Diário A Voz de Galiza.
- É autor da novela “A menina de cinza”, publicada em junho de 2009 pela editorial MR EDIÇÕES, do Grupo Planeta, que vai pela segunda edição.
- É autor da novela “O campo de Bucéfalo”, publicada em maio de 2011 pela editorial Pigmalión.